# Anne Lise Schubel
Anne Lise Schubel geb. Kammradt (* 8. August 1907 in Greifswald; † 19. Mai 1988 in Stralsund) war eine deutsche Anatomin.

## Leben
Nachdem sie 1927 die Abiturprüfung an der Kaiserin-Viktoria-Schule in Greifswald bestanden hatte, studierte Anne Lise Kammradt an der Preußischen Universität zu Greifswald Medizin. Nach dem Staatsexamen im Jahr 1932 war sie als Medizinalpraktikantin im Städtischen Krankenhaus Bremen und an der Universitäts-Ohrenklinik in Greifswald tätig. Dort lernte sie den HNO-Arzt Johannes Schubel kennen. Im September 1934 heiratete sie ihn. 1937 wurde sie zur Dr. med. promoviert. Nachdem sie bis 1943 fünf Kinder zur Welt gebracht hatte und ihr Mann am 4. Dezember 1950 gestorben war, nahm sie die wissenschaftliche Tätigkeit wieder auf. Nach 17 Jahren als Hilfsassistentin in der Greifswalder Pathologie war sie ab 1. Januar 1951 Oberassistentin in der Greifswalder Anatomie. Am 15. Januar 1954 ging sie für zwei Jahre als Oberassistentin an das Anatomische Institut der Friedrich-Schiller-Universität Jena. Seit 1956 bereits Oberärztin in der Anatomie der Universität Rostock, habilitierte sie sich 1957 in Jena. In Rostock wurde sie 1958 zur Dozentin für das Fachgebiet Anatomie ernannt und mit der kommissarischen Leitung des Instituts beauftragt. Die heimatliche Ernst-Moritz-Arndt-Universität berief sie noch im selben Jahr zum 1. Januar 1959 auf den Lehrstuhl für Anatomie. Als Direktorin des Anatomischen Instituts widmete sie sich der vergleichenden Anatomie von Hunde- und Wolfsschädeln und den Glucoseeinschlüssen im Zentralnervensystem und in den Muskelspindeln. Am 31. August 1968 wurde sie mit 61 Jahren emeritiert.
Ihre fünf Kinder, drei Söhne und zwei Töchter,  wurden Ärzte. Der Sohn Berndt Schubel (* 1937) ist habilitierter Herzchirurg in Berlin. Anne Lise Schubel starb im Alter von 81 Jahren und wurde neben ihrem Mann auf Greifswalds Altem Friedhof beigesetzt.

## Werke
- Grundriß der Anatomie und Physiologie des Menschen: Einführung für mittlere medizinische Fachkräfte. Verlag Volk und Gesundheit, Berlin 1976.
- mit Berndt Schubel: Grundriß der Anatomie. Verlag Volk und Gesundheit, Berlin 1976.
- Mitautorin am Wörterbuch der Medizin

## Ehrungen
- 1958 Hufeland-Medaille (DDR)
- 1965 Hufeland-Medaille in Gold
- Lohmann-Medaille, zum 80. Geburtstag